# برونو لاتور
برونو لاتور (بالفرنسية: Bruno Latour)‏ (22 يونيو 1947 - 9 أكتوبر 2022)، هو فيلسوف فرنسي وكاتب له العديد من الأعمال مثل "لم نكن يوماً معاصرين "و"حياة المختبر" و"الجراثيم. الحرب والسلام" وكتاب "أين أنا؟" الذي ألفه في خضم جائحة "كوفيد-19".

## الجوائز
- جائزة هولبرغ (2013).
- جائزة كيوتو (2021) عن جميع أعماله.

## الوفاة
توفي برونو لاتور في 8 أكتوبر 2022 عن عمر ناهز الخامسة والسبعين.

## وصلات خارجية
- برونو لاتور على موقع الموسوعة البريطانية (الإنجليزية)
- برونو لاتور على موقع مونزينجر (الألمانية)
- برونو لاتور على موقع ميوزك برينز (الإنجليزية)
- الموقع الرسمي